# منجبتو
شعب المنجبتو أو المنغبتو (بالإنجليزية: Mangbetu)‏ شعب من جمهورية الكونغو الديمقراطية، حيث يعيشون في المقاطعة الشرقية للكونغو.

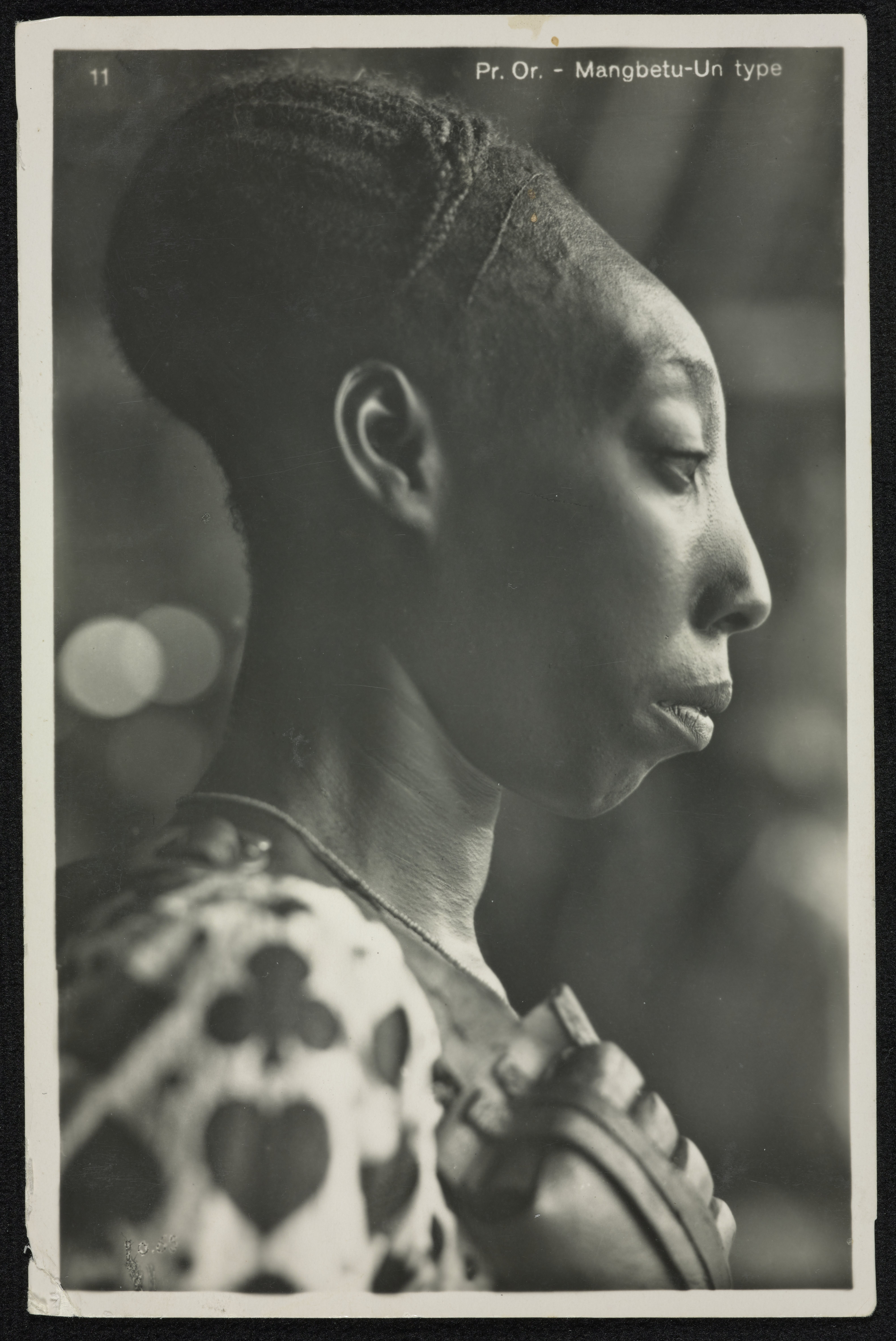
امرأة منغبتية، [1928-1938], الصورة من قبل كازيميرز زاروسكي

## اللغة
تدعى لغة كينجبتو وهي لغة جهوية  اللينغالا، ولكن شعب المنجبتو يسمونها  نيمنجبتو. وهو فرع من عائلة اللغات المركزية السودانية .

## الثقافة
المنجبتو معروفون بمستويات متطورة في الفن والموسيقى. أحد الأدوات الموسيقية سميت بإسمهم أي المنجبتو العود أو الجيتار. انظر المتحف الوطني للموسيقى  أو معرض هاميل للصور. أحد القيثارات بيعت بأكثر من 100000دولار.
علماء الموسيقى يبحثوت لإنشاء الفيديوهات والتسجيلات الصوتية من الموسيقى.
المنجبتو معروون لدى المستكشفين الأوروبيين بسبب امتداد مؤخرة رؤوسهم. حسب عاداتهم , يقومون بلف رؤوس أطفالهم بإحكام منذ الصغر بقطعة قماش من أجل منحهم هذا المظهر مميز. هذه الممارسة تسمى بالليبومبو وبدأت تمنع في 1950s مع وصول المزيد من الأوروبيين وانتشار الثقافة الغربية. فمن السهل التعرف على منغبتي لشكل رأسه المميز خصوصا في أعمال  الفن الأفريقي.[بحاجة لمصدر]

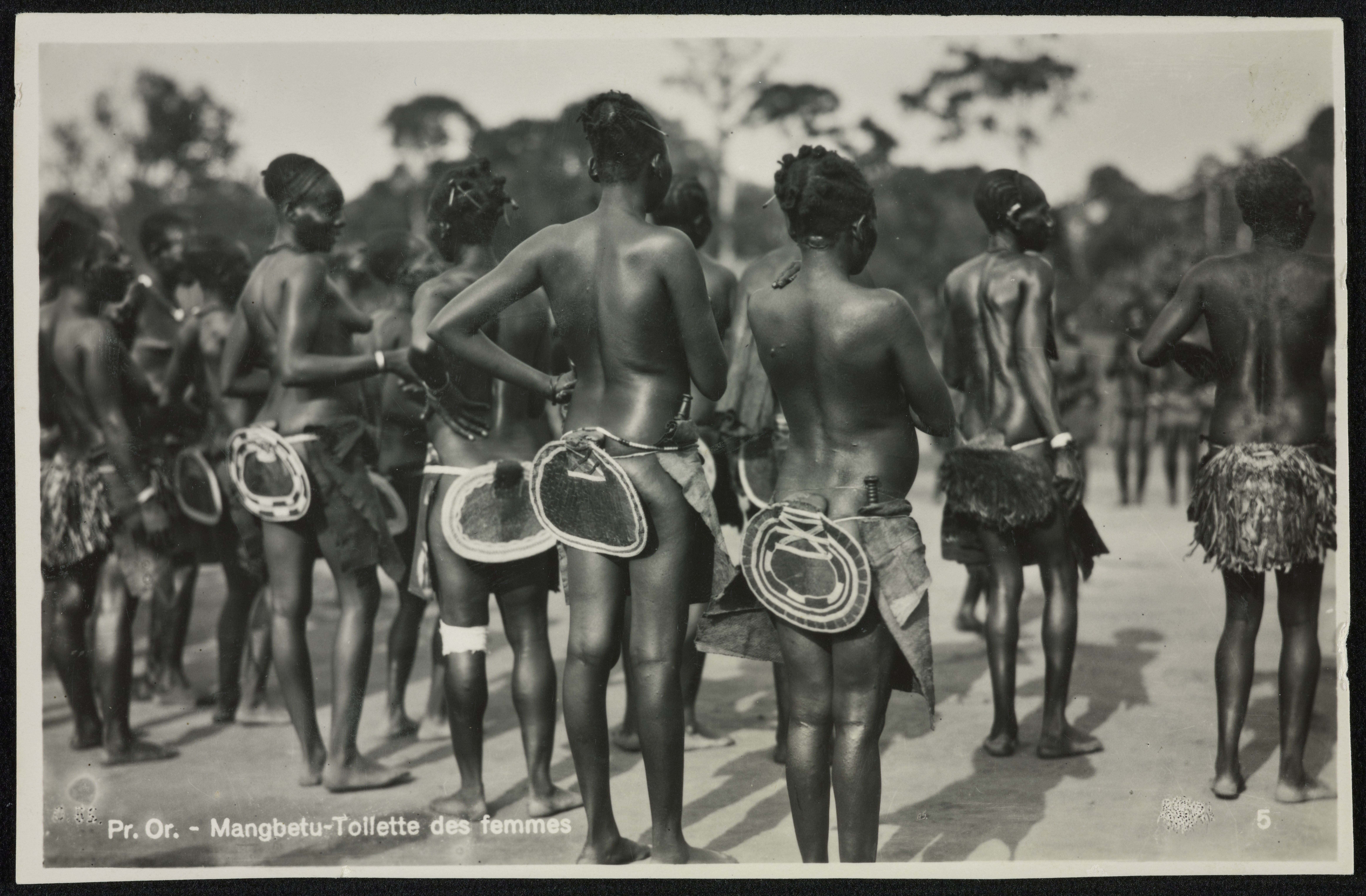
راقصات المنجبتو, الصورة من قبل كازيميرز زاروسكي

## التاريخ
في أوائل القرن الثامن عشر، كان المانجبتو قد تألف من عدد من العشائر الصغيرة أتت من الهجرات الجنوبية، حيث تواصلت بعدد من قبائل الناطقة بالبانتو المهاجرة شمالا وعاشوا بينهم. في أواخر القرن الثامن عشر، تولت مجموعة من النخب الناطقة بالمانغبيتو، ومعظمهم من عشيرة مابتي، السيطرة على عشائر مانجبتو الأخرى والعديد من القبائل الناطقة المجاورة للبانتو.من المرجح أن معرفتهم بصناعة الحديد والنحاس، والتي صنعوا بها الأسلحة والحلي الجميلة، أعطتهم ميزة عسكرية واقتصادية على جيرانهم.

### أكل لحوم البشر
في الآونة الأخيرة نشرت العديد من النظريات حول المنغبتو وأنهم كانومن آكلي البشر . ديفيد لويس يؤكد أن "موجة من أكلة لحوم البشر مثل باكوسا إلى باكيليلا، قام بها المنغبتو والكثير من الأزاندي عن جراء الاضطرابات السياسية الناجمة عن غارات شعوب السواحلية في 1880.

## مزيد من القراءة
- كريستوفر Ehret, حضارات أفريقيا: تاريخ 1800 (جامعة فيرجينيا Press, 2002), 436-438.
- كورتيس A. Keim, ظنا أفريقيا: الفضول واختراعات العقل الأمريكي (الأساسية سيفيتاس الكتب، 1999), 42-43, 92-93.
- ديفيد المجنية لويس السباق Fashoda: الاستعمار الأوروبي والأفريقي المقاومة في التدافع على أفريقيا (نيويورك: Weidenfeld و نيكلسون, 1987).